# Speicherbecken Lohsa II
Das Speicherbecken Lohsa II (auch Lohsaer See; obersorbisch Łazowski jězor) ist ein See des Lausitzer Seenlands in der sächsischen Oberlausitz. Er befindet sich auf dem Gebiet der namensgebenden Gemeinde Lohsa zwischen Hoyerswerda und Weißwasser/Oberlausitz.

## See
Die Flutung des Tagebaurestlochs des Tagebaus Lohsa durch die LMBV mit Spreewasser begann am 14. August 1997 und war 2013 abgeschlossen. Der See nimmt eine Fläche von etwa 10 km² ein und speichert 97 Millionen m³ Wasser. Damit ist er einer der größeren Seen des Lausitzer Seenlands.
In der Nachbarschaft befinden sich die Speicherbecken Bärwalder See im Südosten, Dreiweibern und Lohsa I im Süden, sowie Scheibesee und Bernsteinsee im Westen. Für einen Teil dieser Seen wird das Speicherbecken Lohsa II über Kanäle die Funktion eines Wasserspeichers einnehmen.  
Weiterhin dient der Speicher zum Wasserausgleich der Spree und somit für das nahegelegene Kraftwerk Boxberg, das Biosphärenreservat Spreewald sowie den Wasserhaushalt Berlins. Zusätzlich zu den 61 Millionen m³ nutzbarem Speichervolumen stehen noch 25 Millionen m³ Wasser aus dem vorgelagerten Bärwalder See zur Verfügung.